# Jaren Jackson
Jaren Jackson Sr. (Nueva Orleans, Luisiana; 27 de octubre de 1967) es un exjugador y entrenador de baloncesto profesional estadounidense que jugó durante 12 temporadas en la NBA. Con 1,93 metros de altura, jugaba en la posición de base o escolta.
Es padre del actual jugador de la NBA Jaren Jackson Jr., quien fuera elegido en el puesto número 4 del Draft de la NBA de 2018 por Memphis Grizzlies.

## Trayectoria deportiva

### Universidad
Jugó en la Universidad de Georgetown desde 1985 hasta 1989. 

### Profesional
Después de graduarse con un Título de Grado en finanzas, disputó 13 temporadas (1989-2002) como jugador profesional en distintas ligas: National Basketball Association, Continental Basketball Association y World Basketball League. 
Es conocido principalmente por sus cuatro años en San Antonio Spurs, con quien ganó un campeonato en 1999.

### Entrenador
Después de retirarse como jugador, Jackson ejerció como entrenador de baloncesto en varias ligas universitarias y menores. 
Durante la 2008-09 fue el entrenador principal de los Fort Wayne Mad Ants en la NBA Development League, del que había sido asistente la temporada anterior.
Para las 2011-12 fue el entrenador de los Saint John Mill Rats de la National Basketball League of Canada.
El 25 de noviembre de 2013 fue nombrado entrenador principal de los Ottawa SkyHawks de la National Basketball League of Canada.
De cara a las 2014-15 regrese a los Fort Wayne Mad Ants como asistente.
En enero de 2021, los Westchester Knicks anunciaron su contratación como técnico asistente.
El 5 de mayo de 2023, firma por los Cardinals de la Universidad del Verbo Encarnado, como asistente de Shane Heirman.

## Estadísticas de su carrera en la NBA
|  | Líder de la liga                                 |
|  | Denota temporada en la que fue Campeón de la NBA |

### Temporada regular
| Año     | Equipo        | PJ  | PT | MPP  | %TC  | %3P  | %TL  | RPP | APP | ROB | TPP | PPP |
| ------- | ------------- | --- | -- | ---- | ---- | ---- | ---- | --- | --- | --- | --- | --- |
| 1989-90 | New Jersey    | 28  | 0  | 5.7  | .362 | .000 | .810 | .9  | .5  | .5  | .0  | 2.4 |
| 1991-92 | Golden State  | 5   | 0  | 10.8 | .478 | –    | .667 | 2.0 | .6  | .4  | .0  | 5.2 |
| 1992-93 | L.A. Clippers | 34  | 0  | 10.3 | .414 | .400 | .852 | 1.1 | 1.0 | .6  | .1  | 3.9 |
| 1993-94 | Portland      | 29  | 0  | 6.4  | .391 | .000 | .857 | .6  | .9  | .1  | .1  | 2.8 |
| 1994-95 | Philadelphia  | 21  | 1  | 12.2 | .368 | .267 | .667 | 2.0 | .9  | .4  | .2  | 3.3 |
| 1995-96 | Houston       | 4   | 0  | 8.3  | .000 | .000 | .800 | .8  | .0  | .3  | .0  | 2.0 |
| 1996-97 | Washington    | 75  | 0  | 15.1 | .407 | .335 | .768 | 1.8 | .9  | .6  | .2  | 5.0 |
| 1997-98 | San Antonio   | 82  | 45 | 27.1 | .394 | .377 | .797 | 2.6 | 1.9 | .7  | .1  | 8.8 |
| 1998-99 | San Antonio   | 47  | 13 | 18.3 | .380 | .361 | .821 | 2.1 | 1.0 | .9  | .2  | 6.4 |
| 1999-00 | San Antonio   | 81  | 12 | 20.9 | .381 | .353 | .647 | 2.2 | 1.5 | .7  | .1  | 6.3 |
| 2000-01 | San Antonio   | 16  | 0  | 7.2  | .400 | .389 | .000 | .8  | .4  | .3  | .0  | 2.4 |
| 2001-02 | Orlando       | 9   | 0  | 16.0 | .405 | .350 | .500 | 1.9 | .9  | .6  | .0  | 4.3 |
| Total   | Total         | 431 | 71 | 16.7 | .391 | .353 | .764 | 1.8 | 1.2 | .6  | .1  | 5.5 |

### Playoffs
| Año   | Equipo        | PJ | PT | MPP  | %TC  | %3P  | %TL  | RPP | APP | ROB | TPP | PPP  |
| ----- | ------------- | -- | -- | ---- | ---- | ---- | ---- | --- | --- | --- | --- | ---- |
| 1993  | L.A. Clippers | 4  | 0  | 7.0  | .385 | .000 | –    | 1.3 | .5  | .5  | .0  | 2.5  |
| 1994  | Portland      | 1  | 0  | 1.0  | –    | –    | –    | .0  | .0  | .0  | .0  | .0   |
| 1997  | Washington    | 3  | 0  | 3.7  | –    | –    | .000 | .7  | .3  | .0  | .0  | .0   |
| 1998  | San Antonio   | 9  | 8  | 35.4 | .341 | .305 | .737 | 4.3 | 1.6 | .6  | .1  | 10.2 |
| 1999  | San Antonio   | 17 | 0  | 20.3 | .382 | .360 | .692 | 2.4 | 1.1 | .8  | .0  | 8.2  |
| 2000  | San Antonio   | 2  | 0  | 9.5  | .000 | .000 | .500 | .5  | 1.0 | .5  | .0  | 1.0  |
| 2002  | Orlando       | 3  | 0  | 1.4  | –    | –    | –    | .3  | .0  | .0  | .0  | .0   |
| Total | Total         | 39 | 8  | 18.6 | .362 | .333 | .658 | 2.3 | .9  | .5  | .0  | 6.3  |